# (5279) Arthuradel
(5279) Arthuradel (1988 LA) – planetoida z pasa głównego asteroid okrążająca Słońce w ciągu 3,9 lat w średniej odległości 2,48 j.a. Odkryta 8 czerwca 1988 roku.